# Nassour Guelendouksia Ouaido
Nassour Guelendouksia Ouaido (ur. 1947 w Gounou Gaya) – czadyjski polityk, premier Czadu w latach 1997–1999. Od 2002 do 2011 przewodniczył Zgromadzeniu Narodowemu, następnie od 2012 do 2013 kierował Wspólnotą Gospodarczą Państw Afryki Środkowej.